# 1988-as labdarúgó-Európa-bajnokság (selejtező – 5. csoport)
Az 1988-as labdarúgó-Európa-bajnokság selejtezőjének 5. csoportjának mérkőzéseit tartalmazó lapja. A csoportban Ciprus, Görögország, Hollandia, Lengyelország és Magyarország szerepelt. A csapatok körmérkőzéses, oda-visszavágós rendszerben játszottak egymással.
A csoportelső Hollandia kijutott az 1988-as labdarúgó-Európa-bajnokságra.

## Tabella
| Hely. | Csapat        | M | Gy | D | V | G+ | G– | Gk  | P  | Továbbjutás                            |     | Hollandia | Görögország | Magyarország | Lengyelország | Ciprusi Köztársaság |
| ----- | ------------- | - | -- | - | - | -- | -- | --- | -- | -------------------------------------- | --- | --------- | ----------- | ------------ | ------------- | ------------------- |
| 1.    | Hollandia     | 8 | 6  | 2 | 0 | 15 | 1  | +14 | 14 | Kijutott az 1988-as Európa-bajnokságra |     | —         | 1–1         | 2–0          | 0–0           | 4–0                 |
| 2.    | Görögország   | 8 | 4  | 1 | 3 | 12 | 13 | −1  | 9  |                                        |     | 0–3       | —           | 2–1          | 1–0           | 3–1                 |
| 3.    | Magyarország  | 8 | 4  | 0 | 4 | 13 | 11 | +2  | 8  |                                        | 0–1 | 3–0       | —           | 5–3          | 1–0           |                     |
| 4.    | Lengyelország | 8 | 3  | 2 | 3 | 9  | 11 | −2  | 8  |                                        | 0–2 | 2–1       | 3–2         | —            | 0–0           |                     |
| 5.    | Ciprus        | 8 | 0  | 1 | 7 | 3  | 16 | −13 | 1  |                                        | 0–2 | 2–4       | 0–1         | 0–1          | —             |                     |

## Mérkőzések
Az időpontok helyi idő szerint értendők.
| 1986. október 15. 17:00 |

| Lengyelország                             | 2–1               | Görögország       |
| ----------------------------------------- | ----------------- | ----------------- |
| Dziekanowski 4' (11-esből) 39' (11-esből) | (1–1) Jegyzőkönyv | Anasztópulosz 12' |

| Stadion Miejski, Poznań Nézőszám: 32 500 Játékvezető: Emilio Soriano Aladrén (spanyol) |

| 1986. október 15. 18:00 |

| Magyarország | 0–1               | Hollandia      |
| ------------ | ----------------- | -------------- |
|              | (0–0) Jegyzőkönyv | Van Basten 67' |

| Népstadion, Budapest Nézőszám: 18 000 Játékvezető: Bruno Galler (svájci) |

| 1986. november 12. 17:00 |

| Görögország                       | 2–1               | Magyarország |
| --------------------------------- | ----------------- | ------------ |
| Mitrópulosz 38' Anasztópulosz 65' | (1–0) Jegyzőkönyv | Boda 73'     |

| Olimpiai Stadion, Athén Nézőszám: 16 666 Játékvezető: Velodi Miminosvili (szovjet) |

| 1986. november 19. 20:00 |

| Hollandia | 0–0         | Lengyelország |
| --------- | ----------- | ------------- |
|           | Jegyzőkönyv |               |

| Olimpiai Stadion, Amszterdam Nézőszám: 52 750 Játékvezető: Joël Quiniou (francia) |

| 1986. december 3. 14:30 |

| Ciprus                     | 2–4               | Görögország                                                  |
| -------------------------- | ----------------- | ------------------------------------------------------------ |
| Christofi 28' Savvidis 41' | (2–1) Jegyzőkönyv | Antoniou 14' Papaioanou 48' Batsinilas 73' Anasztópulosz 85' |

| Makario Stadium, Nicosia Nézőszám: 9583 Játékvezető: Velitchko Tzontchev (bolgár) |

| 1986. december 21. 14:30 |

| Ciprus | 0–2               | Hollandia             |
| ------ | ----------------- | --------------------- |
|        | (0–1) Jegyzőkönyv | Gullit 19' Bosman 72' |

| Tsirion Stadium, Limassol Nézőszám: 7483 Játékvezető: Ioan Igna (román) |

| 1987. január 14. 17:15 |

| Görögország                       | 3–1               | Ciprus    |
| --------------------------------- | ----------------- | --------- |
| Anasztópulosz 54' 66' Bonovas 63' | (0–0) Jegyzőkönyv | Savva 60' |

| Olimpiai Stadion, Athén Nézőszám: 41 076 Játékvezető: Helmut Kohl (osztrák) |

| 1987. február 8. 15:00 |

| Ciprus | 0–1               | Magyarország |
| ------ | ----------------- | ------------ |
|        | (0–0) Jegyzőkönyv | Boda 49'     |

| Makario Stadium, Nicosia Nézőszám: 6000 Játékvezető: Dragiša Komadinić (jugoszláv) |

| 1987. március 25. 20:00 |

| Hollandia      | 1–1               | Görögország  |
| -------------- | ----------------- | ------------ |
| Van Basten 56' | (0–1) Jegyzőkönyv | Saravakos 5' |

| De Kuip, Rotterdam Nézőszám: 43 841 Játékvezető: Carlo Longhi (olasz) |

| 1987. április 12. 12:00 |

| Lengyelország | 0–0         | Ciprus |
| ------------- | ----------- | ------ |
|               | Jegyzőkönyv |        |

| Stadion Lechii, Gdańsk Nézőszám: 25 000 Játékvezető: Simo Ruokonen (finn) |

| 1987. április 29. 21:00 |

| Görögország   | 1–0               | Lengyelország |
| ------------- | ----------------- | ------------- |
| Saravakos 57' | (0–0) Jegyzőkönyv |               |

| Olimpiai Stadion, Athén Nézőszám: 68 324 Játékvezető: Zoran Petrović (jugoszláv) |

| 1987. április 29. 20:00 |

| Hollandia             | 2–0               | Magyarország |
| --------------------- | ----------------- | ------------ |
| Gullit 36' Mühren 40' | (2–0) Jegyzőkönyv |              |

| De Kuip, Rotterdam Nézőszám: 53 035 Játékvezető: George Courtney (angol) |

| 1987. május 17. 18:00 |

| Magyarország                                                  | 5–3               | Lengyelország                           |
| ------------------------------------------------------------- | ----------------- | --------------------------------------- |
| Vincze 38' Détári 62' (11-esből) 75' Péter 65' Preszeller 88' | (1–1) Jegyzőkönyv | Marciniak 26' Smolarek 58' Wójcicki 80' |

| Népstadion, Budapest Nézőszám: 8000 Játékvezető: Adolf Prokop (keletnémet) |

| 1987. szeptember 23. 17:00 |

| Lengyelország                               | 3–2               | Magyarország            |
| ------------------------------------------- | ----------------- | ----------------------- |
| Dziekanowski 6' Tarasiewicz 58' Leśniak 62' | (1–1) Jegyzőkönyv | Bognár 10' Mészáros 64' |

| Polish Army Stadium, Varsó Nézőszám: 12 000 Játékvezető: Ihsan Türe (török) |

| 1987. október 14. 17:00 |

| Lengyelország | 0–2               | Hollandia      |
| ------------- | ----------------- | -------------- |
|               | (0–2) Jegyzőkönyv | Gullit 30' 38' |

| Górnik Stadium, Zabrze Nézőszám: 21 500 Játékvezető: Bob Valentine (skót) |

| 1987. október 14. 17:30 |

| Magyarország                      | 3–0               | Görögország |
| --------------------------------- | ----------------- | ----------- |
| Détári 4' Bognár 11' Mészáros 15' | (3–0) Jegyzőkönyv |             |

| Népstadion, Budapest Nézőszám: 8000 Játékvezető: Dieter Pauly (nyugatnémet) |

| 1987. október 28. 20:00 |

| Hollandia | törölve     | Ciprus |
| --------- | ----------- | ------ |
|           | Jegyzőkönyv |        |

| De Kuip, Rotterdam Nézőszám: 49 670 Játékvezető: Roger Philippi (luxemburgi) |

Hollandia 8–0-ra vezetett Ciprus ellen, de szurkolói rendbontás miatt a mérkőzés eredményét törölték. A mérkőzést 1987. december 9-én megismételték zárt kapuk mögött.
| 1987. november 11. 14:45 |

| Ciprus | 0–1               | Lengyelország |
| ------ | ----------------- | ------------- |
|        | (0–0) Jegyzőkönyv | Leśniak 74'   |

| Tsirion Stadium, Limassol Nézőszám: 2497 Játékvezető: Dimitar Charlatchki (bolgár) |

| 1987. december 2. 17:30 |

| Magyarország | 1–0               | Ciprus |
| ------------ | ----------------- | ------ |
| Kiprich 88'  | (0–0) Jegyzőkönyv |        |

| Népstadion, Budapest Nézőszám: 2500 Játékvezető: Stefan Dan Petrescu (román) |

| 1987. december 9. 14:30 |

| Hollandia                     | 4–0               | Ciprus |
| ----------------------------- | ----------------- | ------ |
| Bosman 34' 43' 66' Koeman 63' | (2–0) Jegyzőkönyv |        |

| De Meer Stadium, Amszterdam Nézőszám: 300 Játékvezető: Ivan Gregr (csehszlovák) |

Ez a mérkőzés az 1987. október 28-i mérkőzés megismétlése volt.
| 1987. december 16. 14:30 |

| Görögország | 0–3         | Hollandia                   |
| ----------- | ----------- | --------------------------- |
|             | Jegyzőkönyv | Koeman 18' Gillhaus 76' 81' |

| Diagoras Stadium, Rodosz Nézőszám: 3432 Játékvezető: Keith Hackett (angol) |